# 決定的期日
決定的期日（けっていてききじつ　英語:critical date）とは、国際法上において、ある紛争当事国間に存在する法的状態を決定する基準となる期日である。争われている権利義務関係は、この期日をもって凍結されるとされ、この期日以降に生じた事実は国際裁判などの紛争解決の審理の場では証拠能力を否定され影響を受けないとされる。日本では英語からクリティカル・デートもしくは決定的期日と翻訳されて使われる。

## 意義
ある国家間で領有権ないし国境をめぐり紛争が生じることは少なくないが、これら係争問題解決のために国際司法裁判所などで審理される際に、いかなる国際法の原則と規則が適用されるべきであるか、またどのような法的事実が考慮されるべきかが問題になる。
この法的事実には、歴史的事実や紛争地の範囲を決定することもあるが、どの時点までの紛争地の帰属といった法的地位を考慮するかが重要になる。これはたとえば判決が下されるまでの事実が考慮されることを容認すると、紛争当事国は互いに自国に有利になるように実効支配を誇示する行動などを行い、場合によっては実力行使がエスカレートし軍事衝突が起きる危険もあり、事態を一層悪化させかねない。そのため、その事件に応じて時間的範囲を設定する必要がある。これにより、たとえ紛争が表面化した後に一方の紛争当事国が実力行使したとしても権利は移動しないとされる。

## 判例
- パルマス島事件では、常設仲裁裁判所は決定的期日を、第三国から割譲されたと主張した1898年のパリ条約締結時点とし、その時点で実効的支配をしていた当事国に領有権があるとした[4]。
- 東部グリーンランド事件では、先占の対象となる無主地であったという観点により、片方の当事国による先占宣言の時点を決定的期日とした[4]。
- マンキエ・エクレオ事件では、中世以来、長期間にわたる競合する権限行使が行われた為、特に決定的期日を定めなかったが[4]、原則的に主権に関する紛争が発生した日を決定的期日として、それ以後の紛争当事国の行動は重視しないとした[5]。